# Rhynchospora chapmanii
Rhynchospora chapmanii är en halvgräsart som beskrevs av Moses Ashley Curtis. Rhynchospora chapmanii ingår i släktet småag, och familjen halvgräs. Inga underarter finns listade i Catalogue of Life.